# Oreovalgus sandakanus
Oreovalgus sandakanus är en skalbaggsart som beskrevs av Moser 1921. Oreovalgus sandakanus ingår i släktet Oreovalgus och familjen Cetoniidae. Inga underarter finns listade i Catalogue of Life.